# Francesco Milizia
Francesco Milizia (Oria, 1725 - Roma, 1798) foi um biógrafo, historiador e teórico da arquitetura e do teatro, nascido na Itália.

## Biografia
Nasceu de família nobre e antiga, e com nove anos começou a ser educado por um tio, médico e professor da Universidade de Pádua. Ali desenvolveu interesse pela ciência e a tecnologia. Com dezesseis anos foi para Roma para viver com seu pai, que o enviou depois a Nápoles para estudar Medicina, Matemática, Ciência e Filosofia com Antonio Genovesi. Aperfeiçoou seu conhecimento na França, voltando para a Itália em 1750 e casando com uma rica herdeira de Gallipoli. Em 1761 estava outra vez em Roma, juntando-se a um círculo de intelectuais e artistas que incluía Don José Nicholas de Azara, Anton Raphael Mengs e Johann Joachim Winckelmann. Foi indicado Superintendente dos Edifícios Farnese pelo rei de Nápoles e a partir de 1768 começou a escrever, em colaboração com Azara, Mengs e Winckelmann, uma série de estudos teóricos sobre artistas, teatro e arquitetura, que se tornaram influentes. Deixou o cargo de Superintendente em 1782 para se devotar totalmente aos seus escritos.
Sua teoria sobre arquitetura era derivada de Vitrúvio, mas deu-lhe uma interpretação pessoal. A importância maior de sua obra teórica foi a condenação do Barroco e do Maneirismo e a promoção dos ideais clássicos, sendo um personagem importante na gestação do Neoclassicismo.

### Algumas obras
- Le Vite di più celebri architetti d’ogni nazione e d’ogni tempo
- Del Teatro
- Principj di architettura civile
- Dell’arte di vedere nelle belle arti del disegno secondo i principi di Sulzer e di Mengs
- Roma delle belle Arti del disegno
- Discorso sul teatro
- Dizionario delle belle arti del disegno